# Pecan Grove
Pecan Grove és una concentració de població designada pel cens dels Estats Units a l'estat de Texas. Segons el cens del 2000 tenia 13.551 habitants.

## Demografia
Segons el cens del 2000, Pecan Grove tenia 13.551 habitants, 4.516 habitatges, i 3.847 famílies. La densitat de població era de 599,3 habitants/km².
Dels 4.516 habitatges en un 52,5% hi vivien nens de menys de 18 anys, en un 76,3% hi vivien parelles casades, en un 7% dones solteres, i en un 14,8% no eren unitats familiars. En el 12,8% dels habitatges hi vivien persones soles el 2,7% de les quals corresponia a persones de 65 anys o més que vivien soles. El nombre mitjà de persones vivint en cada habitatge era de 3 i el nombre mitjà de persones que vivien en cada família era de 3,29.
Per edats la població es repartia de la següent manera: un 33,4% tenia menys de 18 anys, un 5,3% entre 18 i 24, un 31,9% entre 25 i 44, un 24,6% de 45 a 60 i un 4,8% 65 anys o més.
L'edat mediana era de 35 anys. Per cada 100 dones de 18 o més anys hi havia 95,8 homes.
La renda mediana per habitatge era de 83.515 $ i la renda mediana per família de 91.059 $. Els homes tenien una renda mediana de 62.213 $ mentre que les dones 37.658 $. La renda per capita de la població era de 33.816 $. Aproximadament el 0,6% de les famílies i l'1,3% de la població estaven per davall del llindar de pobresa.

## Poblacions més properes
El següent diagrama mostra les poblacions més properes.